# Stylosanthes viscosa
Stylosanthes viscosa är en ärtväxtart som beskrevs av Olof Swartz. Stylosanthes viscosa ingår i släktet Stylosanthes och familjen ärtväxter. Inga underarter finns listade i Catalogue of Life.

## Bildgalleri

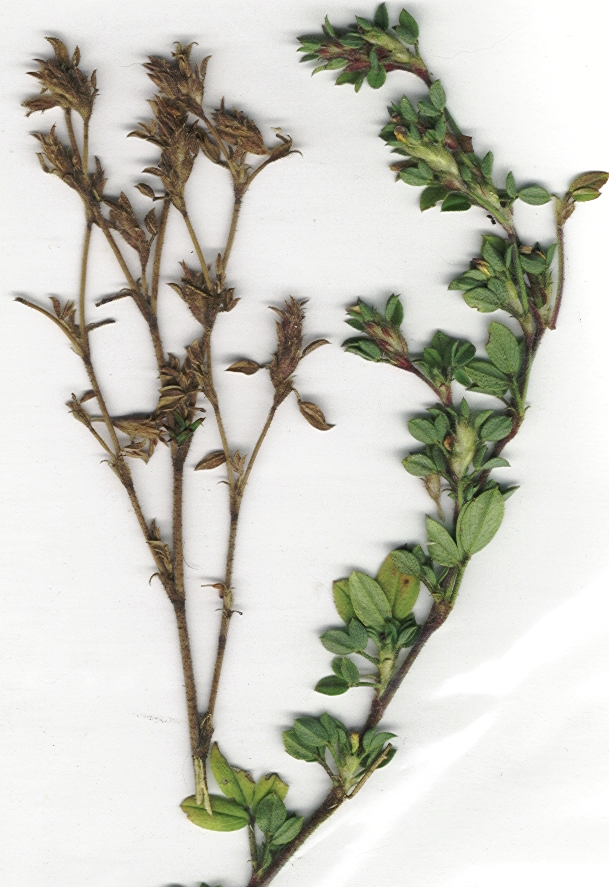
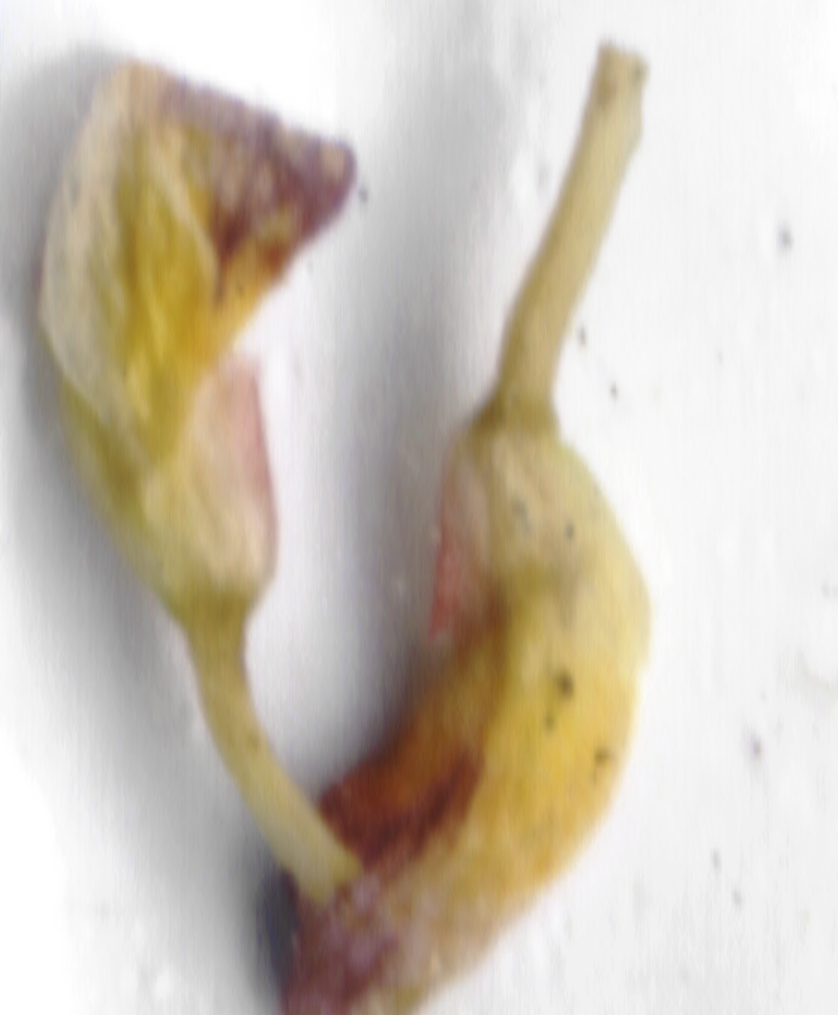
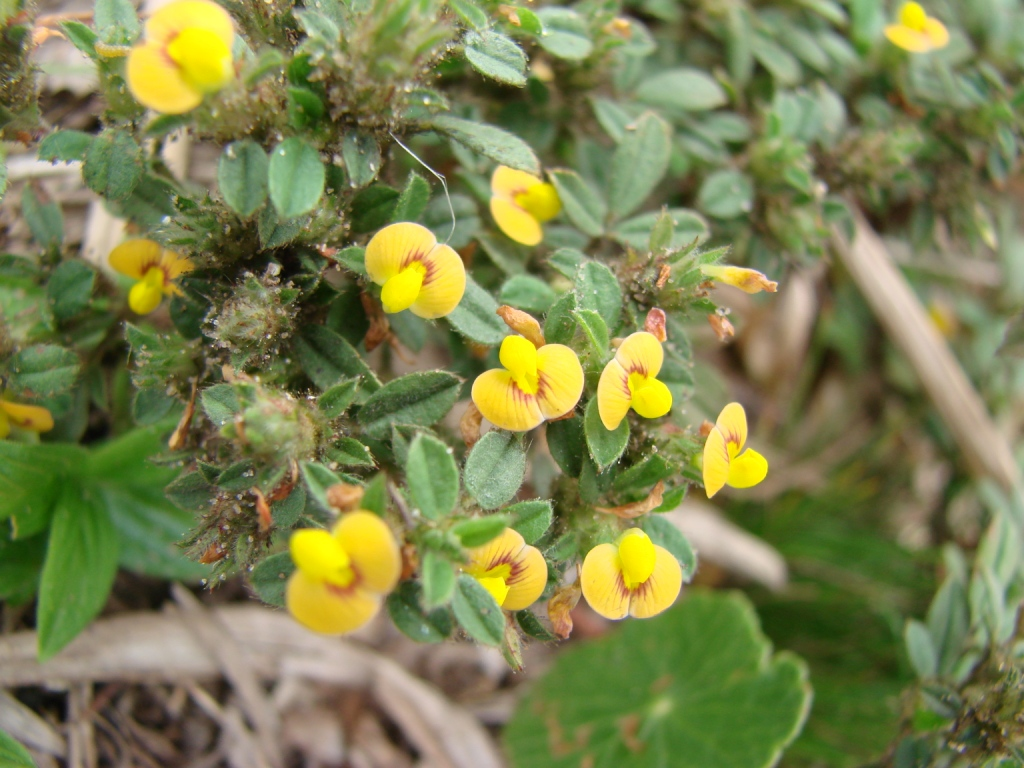
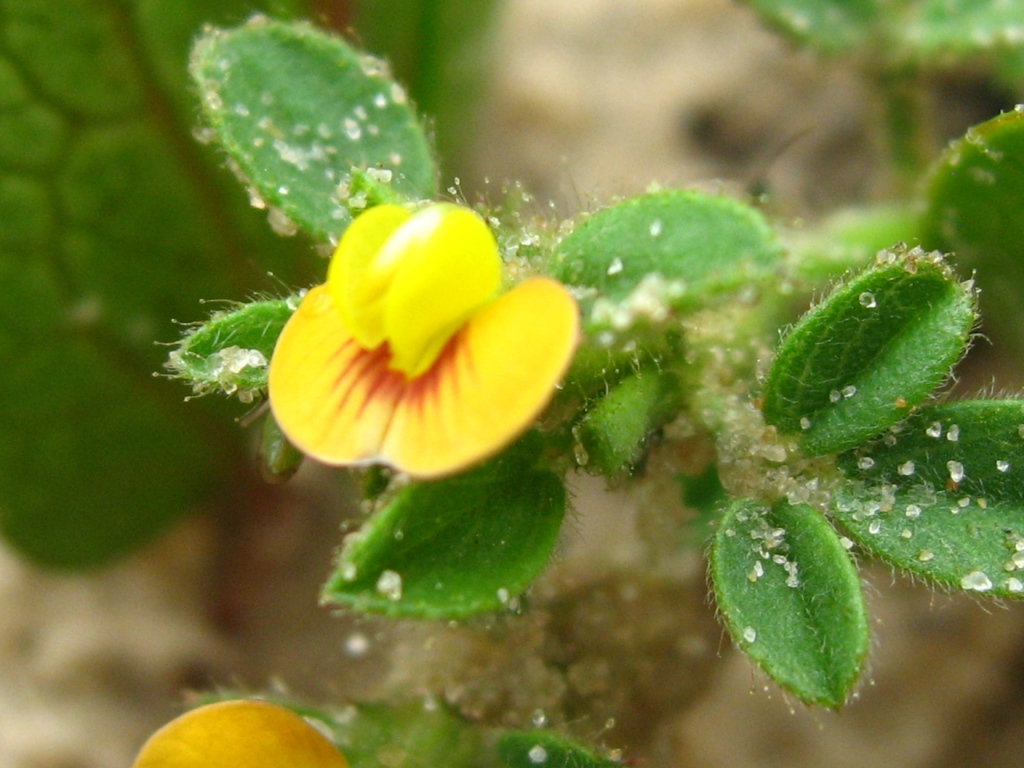